# Toyota KZ
Toyota KZ je typ motoru od firmy Toyota.

## 1KZ-T
1KZ-T je raná verze motoru řady KZ a používá plně mechanické vstřikovací čerpadlo, 3.0 L (2989 ccm), 4 válce, SOHC, 2 ventily na válec turbo-vznětového motoru. Maximální výkon je 125 mechanických koňských sil (93 kW; 127 PS) při 3600 otáčkách a maximální točivý moment je 287 Nm při 2000 ot. / min. 

### Použití
- Land Cruiser Prado KZJ71W, KZJ78W.
- Toyota 4Runner KZN130L

## 1KZ-TE
1KZ-TE je 3.0L (2982 ccm), 4 válcový, SOHC, 2 ventily na jeden válec turbo vznětový motor s nepřímým vstřikováním. Vrtání a zdvih je 96 mm × 103 mm, s kompresním poměrem 21,2:1. Maximální výkon je 130 mechanických koňských sil (97 kW; 132 PS) při 3600 otáčkách s maximálním točivým momentem 287 Nm při 2000 ot./min. Maximální otáčky jsou 4400 ot./min. V roce 1993 se poprvé vyrábí v nových modelech vozidel. 1KZ-TE také používá elektronicky řízené vstřikování paliva, ETCS-i (elektronický systém řízení škrticí klapky – inteligentní) technologie, která je v základní konstrukci podobná modernímu vstřikovači benzínu, ačkoli při použití podstatně vyšších vstřikovacích tlaků je to nepřímý vstřikovací motor, který dává významnou účinnost spotřeby paliva. Ve většině trhů byl nahrazen motorem 1KD-FTV, který používá přímé vstřikování common rail. 
Používá se v modelech KZJ71W, KZJ78W, KZN160 a KZN165R. 
Verze motoru s mezichladičem zvyšuje výkon motoru na 145 koňských sil (108 kW) při 3600 ot./min a točivý moment na 343 Nm při 2000 ot./min. 

### Použití
- Land Cruiser Prado KZJ90, KZJ95, KZJ120L, KZJ120R[1]
- Hilux Surf KZN130, KZN185
- Hilux KZN165
- Toyota HiAce